# Anthomyia procellaris
Anthomyia procellaris es una especie de mosca del género Anthomyia, de la familia Anthomyiidae, orden Diptera. Fue descrita por Rondani en 1866.
Se distribuye por Bulgaria, Noruega, Finlandia, Suecia, Francia, Reino Unido, Alemania, Países Bajos, Canadá, Estados Unidos, Bielorrusia, Dinamarca, España, Austria, Italia, Rusia y Portugal. Se alimenta de cadáveres, excrementos de variedad de animales, entre ellos, orugas, y también de hongos como Fomitopsis betulina.